# Antoanela Manac
Antoanela Manac es una deportista rumana que compite en acuatlón. Ganó dos medallas en el Campeonato Europeo de Acuatlón en los años 2018 y 2019.

## Palmarés internacional
| Campeonato Europeo | Campeonato Europeo    | Campeonato Europeo | Campeonato Europeo |
| Año                | Lugar                 | Medalla            | Prueba             |
| ------------------ | --------------------- | ------------------ | ------------------ |
| 2018               | Ibiza (España)        | Medalla de bronce  | Individual         |
| 2019               | Târgu Mureș (Rumania) | Medalla de plata   | Individual         |